# Тау Эридана
 Тау Эридана (τ Эридана, Tau Eridani, τ Eridani, сокращ. Tau Eri, τ Eri) — группа довольно широко рассеянных звёзд в северном созвездии Эридана.
Эти звёзды являются исключением из общего правила, согласно которому звезды, которые имеют одинаковое обозначение Байера, находятся близко друг к другу: τ1 Эридана находится на расстоянии почти 20° от τ9 Эридана. Ещё одним примером подобных звёзд является астеризм Щит Ориона — представляющий собой шесть расположенных дугой звёзд: Пи Ориона.
В китайской астрономии звёзды относится  к созвездию (昴宿, pinyin: Mǎo Xiù) «Волосатая голова» и входят в астеризм, 天苑 (Tiān Yuàn,  что означает «Небесные Луга» (англ. Celestial Meadows), состоящему из γ Эридана, π Эридана, δ Эридана, ε Эридана, ζ Эридана, η Эридана, π Кита, τ1 Эридана, τ2 Эридана, τ3 Эридана, τ4 Эридана, τ5 Эридана, τ6 Эридана, τ7 Эридана, τ8 Эридана и τ9 Эридана.
Ниже приведён список звёзд Тау Эридана. Их спектральные классы приведены на фоне цвета этих классов (цвета взяты из названий спектральных типов и не соответствуют наблюдаемым цветам звёзд).
| Имя звезды | Имя звезды | Спектр     | Звёздная величина | Звёздная величина | Перем. | Возраст (млн. лет) | Расстояние (св. лет) | Прямое восхождение/ Склонение  |
| ОБ         | ОФ         | Спектр     | m                 | MV                | Перем. | Возраст (млн. лет) | Расстояние (св. лет) | Прямое восхождение/ Склонение  |
| ---------- | ---------- | ---------- | ----------------- | ----------------- | ------ | ------------------ | -------------------- | ------------------------------ |
| τ1         | 1          | F7 V       | 4.46              | +3.63             | —      | 1 800              | 46±1                 | 02h 45m 06.18s −18° 34′ 21.21″ |
| τ2         | 2          | K 0III     | 4.78              | +1.00             | —      | 660                | 187±2                | 02h 51m 02.32s −21° 00′ 14.46″ |
| τ3         | 11         | A3 IV-V    | 4.10              | +1.91             | —      | 476                | 88.6±0.4             | 03h 02m 23.50s −23° 37′ 28.09″ |
| τ4         | 16         | M 3/4 III  | 3.65              | −0.79             | Lb     | —                  | 300±20               | 03h 19m 31.00s −21° 45′ 28.30″ |
| τ5         | 19         | B0 V+ B9 V | 4.26              | −0.51             | —      | 157                | 293±6                | 03h 33m 47.28s −21° 37′ 58.38″ |
| τ6         | 27         | F5IV-V     | 4.22              | +2.98             | —      | 2 000              | 57.5±0.2             | 03h 46m 50.89s −23° 14′ 59.00″ |
| τ7         | 28         | A3 Vs      | 5.235             | +0.81             | —      | 387                | 251±5                | 03h 47m 39.66s −23° 52′ 28.84″ |
| τ8         | 33         | B6 V       | 4.64              | −0.67             | SPB    | 32.8               | 380±10               | 03h 53m 42.70s −24° 36′ 44.03″ |
| τ9         | 36         | B9.5V Si   | 4.63              | −0.44             | ACV    | —                  | 327±7                | 03h 59m 55.48s −24° 00′ 58.38″ |

Как видно из приведённого списка, звёзды Тау Эридана не связаны ни происхождением (их возраст находится в диапазоне от 32,8 млн. лет до 2 млрд. лет), ни гравитационно  (их звёздные расстояния лежат в пределах от 46 св. лет до 380 св. лет).